# Amadou Sanogo

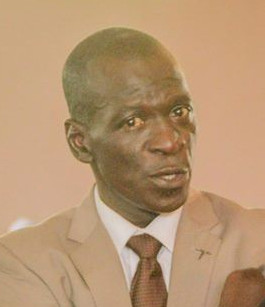
Amadou Sanogo

Amadou Haya Sanogo (* 1972 oder 1973) ist ein malischer Militär und Führer des Putsches in Mali vom März 2012.

## Leben
Sanogo stammt aus der Stadt Ségou im Süden Malis. Seine militärische Ausbildung erhielt er an der Militärakademie in Kati, darüber hinaus nahm er mehrfach an militärischen Ausbildungsprogrammen in den USA teil. Vom August 2004 bis Februar 2005 sowie 2007 nahm er an einem Sprachtraining in Texas teil. 2008 wurde er dann in Arizona nachrichtendienstlich geschult und 2010 absolvierte er schließlich eine fünfmonatige Ausbildung für Infanterie-Offiziere in Georgia. Vor dem Putsch war Sanogo Ausbilder an der Militärschule in Koulikoro im Rang eines Hauptmanns, wo er auch Englisch unterrichtete.
Im Oktober 2011 wurde er – ebenso wie alle anderen Lehrer der Schule – entlassen, weil fünf Offiziersschüler im Rahmen einer "körperlichen Disziplinierung" zu Tode gefoltert worden waren. Eine direkte Beteiligung an diesen Vorgängen war ihm nicht vorgeworfen worden.